# Joaquim Salarich
Joaquim Salarich Baucells est un skieur alpin espagnol, né le 2 juin 1994 à Vic. Il est spécialiste du slalom.

## Biographie
Surnommé Quim, Joaquim Salarich est licencié au club de La Molina.
Salarich participe à ses premières courses officielles lors de la saison 2009-2010 et remporte ses premières courses lors de la saison suivante. Titré champion d'Espagne du slalom en 2013, il reçoit sa première sélection avec l'équipe nationale aux Championnats du monde 2015 à Beaver Creek, où il termine le slalom au trentième rang. Il figure ensuite à ses premiers et uniques Championnats du monde junior.
Son premier départ en Coupe du monde date de décembre 2015 à Madonna di Campiglio. C'est aussi lors de la saison 2015-2016, que l'Espagnol apparaît dans le classement de la Coupe d'Europe (résultats dans le top 30). Aux Championnats du monde 2017, à Saint-Moritz, sur le slalom, il parvient à finir la course au 25e rang.
En 2018, grâce à un quota ajouté à l'Espagne de dernière minute, il peut concourir à ses premiers jeux olympiques à Pyeongchang, où il figure sur le slalom, mais ne voit pas l'arrivée lors de la deuxième manche.
Il est aussi en échec aux Championnats du monde 2019, et aux Championnats du monde 2021, avec deux abandons en slalom. Entre-temps, il enregistre son premier top dix en Coupe d'Europe à l'occasion du slalom à Vaujany en janvier 2020. C'est dans la même station qu'il signe son premier podium à ce niveau avec une troisième place sur le slalom deux ans plus tard.
La saison 2021-2022 marque pour lui des changements dans sa préparation. Il choisit de s'entraîner en Suède de façon plus qualitative que par le passé, de perdre du poids et d'intensifier sa préparation mentale avec un psychologue. Il obtient ses premiers points pour le classement de la Coupe du monde, se classant tour à tour quinzième des slaloms de Val d'Isère (avec le dossard 52) et Madonna di Campiglio. Avec Juan del Campo en 2019, il est le seul Espagnol à se qualifier en deuxième manche en slalom depuis plus de trente ans et Luis Fernández Ochoa. Nanti d'un podium en Coupe d'Europe en janvier, il se présente aux Jeux olympiques de 2022 en ayant réalisé jusque-là la meilleure saison de sa carrière. Sur le slalom olympique, il annonce être content s'il termine dans les quinze premiers tout en ayant des ambitions plus élevées. S'élançant en première manche avec le dossard 29, il passe au premier intermédiaire avec le troisième temps des engagés, soit 21 centièmes de seconde d'avance sur l'Autrichien Johannes Strolz qui gagne cette manche. Il commet ensuite une faute d'intérieur, sort de la piste ce qui le contraint à l'abandon. Il fait partie des 36 skieurs sur 88 partants à ne pas terminer cette première manche et à être éliminés. Salarich se désole de ne pas avoir pu finir la course tout en soulignant que sa prestation jusqu'à sa sortie « était bonne », justifiant cela par son temps intermédiaire.
Le 26 février 2022, Salarich obtient la meilleure performance de sa carrière en Coupe du monde avec une huitième place au slalom de Garmisch-Partenkirchen. Un tel classement n'avait pas été atteint par un Espagnol en Coupe du monde depuis 1980 et Francisco Fernández Ochoa lors d'un combiné à Lenggries. Le lendemain, au même endroit, Salarich fait mieux en se classant septième, la meilleure place d'un Espagnol en slalom de Coupe du monde depuis Francisco Fernández Ochoa en 1975. Il termine sa saison sur une deuxième place en finale de Coupe d'Europe puis bat sa meilleure performance en Coupe du monde avec une cinquième place lors de la finale disputée à Courchevel.

## Palmarès

### Jeux olympiques
| Édition / Épreuve   | Slalom  |
| ------------------- | ------- |
| JO 2018 Pyeongchang | Abandon |
| JO 2022 Pékin       | Abandon |

### Championnats du monde
| Édition / Épreuve       | Slalom  |
| ----------------------- | ------- |
| 2015 Beaver Creek       | 30e     |
| 2017 Saint-Moritz       | 25e     |
| 2019 Åre                | Abandon |
| 2021 Cortina d'Ampezzo  | Abandon |
| 2023 Courchevel-Méribel | Abandon |

### Coupe du monde
- Meilleur résultat : 5e.

#### classements par saison
| Saison | Général | Slalom | Slalom géant | Super G | Descente | Combiné | Parallèle |
| ------ | ------- | ------ | ------------ | ------- | -------- | ------- | --------- |
| 2022   | 54e     | 20e    | —            | —       | —        | —       | —         |

### Coupe d'Europe
- 2 podiums.

### Championnats d'Espagne
- Champion de slalom en 2013, 2015, 2017, 2018, 2021 et 2022.
- Champion de combiné alpin en 2021.